# ديف إيرلي
ديف إيرلي (بالإنجليزية: Dave Early)‏ هو طبال بريطاني، ولد في 5 أبريل 1957، وتوفي في 1996 بسبب حادث مرور.

## وصلات خارجية
- ديف إيرلي على موقع ميوزك برينز (الإنجليزية)
- ديف إيرلي على موقع ديسكوغز (الإنجليزية)